# Campeonato Alagoano de Handebol Masculino
O Campeonato Alagoano de Handebol Adulto Masculino, mais conhecido como Campeonato Alagoano de Handebol Masculino é uma competição realizada por clubes de handebol do estado de Alagoas, na categoria adulto masculino. Organizado pela Federação Alagoana de Handebol (FAHd).
Atualmente, o torneio é disputado por oito equipes e normalmente realizado entre abril e dezembro. Na primeira fase do campeonato, as equipes se enfrentam em um grupo único, somando um total de 7 rodadas. As 8 equipes com maior pontuação avançam para as quartas de final com jogo único em toda a fase eliminatória (exceto a final de 2021 que houveram 2 jogos para decidir o campeão).

## Números de títulos
- 3 - CSA - 2019, 2022 e 2024
- 2 - CRB - 2021 e 2023
- 2 - THC - 2018 e 2021
- 1 - América - 2017